# 胡正言故居
胡正言故居位于中国安徽省黄山市休宁县海阳镇玉宁社区文昌巷1号（休宁县城内文昌坊），为明末清初的出版家、艺术家、画家胡正言在休宁的故居，始建于明末，清代中期有所补充和修复。建筑坐南朝北，主院落由正房三间和东西厢房组成，前为天井，由东厢房底层廊庑可通向前边厅及门厅院落。正厅底层为一明两暗式，楼梯设在照壁后，楼上为卧房、起居等用房。